# Sylvia Beach
Sylvia Beach (14 de març de 1887, Baltimore, Estats Units - 5 d'octubre de 1962, París, França) fou una llibretera i editora estatunidenca.
És coneguda per haver obert el 1919 la famosa llibreria Shakespeare & Company a París. Aquell indret es transformà en el punt de trobada, compra i préstec de literatura anglesa i nord-americana per a molts artistes de l'època, i la seva llibreria era visitada pels grans autors i intel·lectuals francesos i americans que vivien aleshores a Parísː Man Ray, Ezra Pound, Djuna Barnes, Gide, Valéry, Gertrude Stein, Hemingway, Joyce o Scott Fitzgerald.
Gràcies al seu empeny, va publicar el llibre Ulysses (1922), de James Joyce, quan cap editor s'hi atrevia. També va publicar el seu llibre de poesia Pomes Penyeach (1927) i la col·lecció d'assajos crítics de Beckett Our Exagmination Round His Factification for Incamination of Work in Progress (1929).
El 1959, Beach va publicar les seves memòries, anomenades Shakespeare and Company, que comencen en la seva infantesa, a Amèrica, i acaben amb l'alliberament de París després de la Segona Guerra Mundial.